# Tenagodus maoria
Tenagodus maoria là một loài ốc biển, là động vật thân mềm chân bụng sống ở biển trong họ Siliquariidae, common name the slit worm snails.